# میخیل قاولاشویلی
میخِیلْ قاوِلاشْویلی (گرجی: მიხეილ ყაველაშვილი) (متولد ۲۲ ژوئیه ۱۹۷۱) سیاستمدار گرجی و فوتبالیست حرفه‌ای سابق است که در تاریخ ۲۹ دسامبر ۲۰۲۴ به عنوان ششمین رئیس‌جمهور گرجستان سوگند یاد کرد. انتخاب او با تحریم و اعتراض مخالفان و همچنین واکنش بخش‌های قابل توجهی از جامعه بین‌المللی مواجه شد. او تنها کاندیدای موجود در رأی‌گیری بود – اولین بار در تاریخ گرجستان که رأی‌دهندگان در یک انتخابات ریاست‌جمهوری فقط یک گزینه داشتند.
به عنوان بازیکن فوتبال، او مهاجم بود و به ویژه در لیگ برتر انگلیس برای منچسترسیتی و در سوپر لیگ سوئیس برای طیف وسیعی از باشگاه‌ها بازی کرد. او همچنین برای تیم‌های دینامو تفلیس و آلانیا ولادی‌قفقاز بازی کرد. قاولاشویلی ۴۶ بار برای تیم ملی فوتبال گرجستان به میدان رفت و ۹ گل به ثمر رساند.
قاولاشویلی برای اولین بار در انتخابات سال ۲۰۱۶ به نمایندگی از حزب حاکم رؤیای گرجی به پارلمان راه یافت. در سال ۲۰۲۲، حزب ضدغربی «قدرت مردم» را تأسیس کرد که به‌عنوان یک سازمان وابسته و تحت کنترل حزب رؤیای گرجی عمل می‌کرد. او در نوامبر ۲۰۲۴ به‌عنوان کاندیدای ریاست‌جمهوری گرجستان معرفی شد، اگرچه اختیارات رئیس‌جمهور پس از اصلاحات قانون اساسی گرجستان در سال ۲۰۱۷، که کشور را به یک جمهوری پارلمانی تبدیل کرد، به‌طور قابل توجهی محدود شده است. انتخاب او به‌عنوان رئیس‌جمهور از سوی مخالفان، رئیس‌جمهور وقت سالومه زورابیشویلی، سازمان‌های ناظر و کارشناسان قانون اساسی گرجستان «غیرقانونی» اعلام شد.

## حرفه ورزشی
مانند بسیاری از بازیکنان برجسته گرجستانی، قاولاشویلی کار خود را در دینامو تفلیس آغاز کرد و در سال ۱۹۸۹ از سیستم جوانان این باشگاه خارج شد. او که در پست مهاجم بازی می‌کرد، به‌زودی جایگاه خود را در تیم اصلی دینامو تثبیت کرد و در سال ۱۹۹۵ به باشگاه روسی اسپارتاک ولادی‌قفقاز منتقل شد. او در همان سال حضورش در این باشگاه از منطقه اوستیای شمالی-آلانیا، قهرمان لیگ برتر روسیه شد.
قاولاشویلی از اول مارس ۱۹۹۶ با منچستر سیتی تمرینات خود را آغاز کرد و سرانجام در ۲۸ مارس، روز پایانی نقل و انتقالات، به این باشگاه پیوست. او توسط گیورگی کینکلادزه، هم‌وطنش که در تابستان با مبلغ ۲ میلیون پوند به منچستر سیتی پیوسته بود، به سرمربی وقت منچستر سیتی، آلن جیمز بال پیشنهاد و معرفی شد. این انتقال به ارزش ۱٫۴ میلیون پوند، چندین هفته به دلیل نیاز او به مجوز کار طول کشید. قاولاشویلی در ۶ آوریل در دربی منچستر مقابل منچستر یونایتد اولین بازی خود را انجام داد و در همان بازی گلزنی کرد. او در لیگ برتر ۴ بازی انجام داد و یک گل به ثمر رساند، اما منچستر سیتی در پایان فصل سقوط کرد.
پس از سقوط منچستر سیتی، قاولاشویلی در لیگ دسته اول انگلستان ۲۴ بازی انجام داد و دو گل به ثمر رساند. این تعداد بازی برای تمدید مجوز کار او کافی نبود و او به صورت قرضی به تیم گراس‌هاپر منتقل شد و در سال ۱۹۹۸ قهرمان لیگ سوئیس شد. پس از آن، او بیشتر دوران حرفه‌ای خود را در سوئیس سپری کرد و برای تیم‌های زوریخ، لوتسرن، سیون و آراو بازی کرد. آراو او را در پاییز ۲۰۰۴ به ولادی‌قفقاز قرض داد، اما او پس از تنها هفت بازی به سوئیس بازگشت.
قاولاشویلی در فصل ۲۰۰۵–۲۰۰۶ به تیم اول بازل پیوست که هدایت آن بر عهده کریستین گروس بود، کسی که در قهرمانی گراس‌هاپرز در سال ۱۹۹۸ نقش داشت. قاولاشویلی اولین بازی خود در لیگ داخلی برای بازل را در ورزشگاه سنت یاکوب پارک در ۱۲ مارس ۲۰۰۶ انجام داد و در دقیقه ۶۶ به میدان آمد و تنها گل بازی مقابل گراس‌هاپرز را به ثمر رساند. بازل فصل را خوب آغاز کرد و تا روز پایانی لیگ با زوریخ هم‌امتیاز بود، اما در نهایت قهرمانی را به دلیل تفاضل گل از دست داد.
قاولاشویلی در اولین فصل خود برای بازل ۱۰ بازی انجام داد که در همه آن‌ها به‌عنوان بازیکن تعویضی وارد میدان شد. در فصل دوم، او هفت بار دیگر به‌عنوان بازیکن تعویضی بازی کرد، اما باشگاه قبل از تعطیلات زمستانی او را آزاد کرد و قاولاشویلی از فوتبال حرفه‌ای خداحافظی کرد. در دوران حضورش در بازل، او مجموعاً ۱۷ بازی (سه بازی در جام یوفا) انجام داد و ۴ گل به ثمر رساند.
او با تیم ملی گرجستان قهرمان تورنمنت بین‌المللی فوتبال مالت در سال ۱۹۹۸ شد.

## حرفه سیاسی
قاولاشویلی در سال ۲۰۱۶ به عنوان نماینده پارلمان گرجستان از حزب رویای گرجی انتخاب شد. او در سال ۲۰۲۰ مجدداً انتخاب شد. او در سال ۲۰۲۲ حزب رؤیای گرجی را ترک کرده و یکی از بنیانگذاران حزب قدرت مردم بود. در انتخابات پارلمانی ۲۰۲۴ او برای سومین بار از طریق فهرست حزبی رؤیای گرجی که حزب قدرت مردم نیز به آن پیوسته بود، انتخاب شد. قاولاشویلی در طول فعالیت سیاسی خود به بیان اتهامات بی‌اساس و غیرقابل اثبات علیه مخالفان سیاسی خود پرداخته و مدعی شده که اپوزیسیون گرجستان تحت کنترل نمایندگان کنگره آمریکا با «میل سیری‌ناپذیر برای نابودی کشور» قرار دارد و در حال برنامه‌ریزی برای «یک انقلاب خشونت‌آمیز مستقیم و اوکراینی‌سازی گرجستان» است. او همچنین غرب را متهم کرد که تلاش دارد تا مردم را نسبت به "ایدئولوژی LGBTQ" خنثی و بردبار کند، که آن را "اقدامی علیه بشریت" توصیف کرد.

### انتخاب به عنوان رئیس‌جمهور
در تاریخ ۲۷ نوامبر ۲۰۲۴، حزب رؤیای گرجی قاولاشویلی را به‌عنوان نامزد خود برای ریاست جمهوری گرجستان در انتخابات ۱۴ دسامبر ۲۰۲۴ معرفی کرد. در سخنرانی نامزدی‌اش، او رئیس‌جمهور وقت، سالومه زورابیشویلی، را به نقض قانون اساسی متهم کرد. از آنجایی که قاولاشویلی تنها نامزد این پست بود توانست ۲۲۴ رای از ۲۲۵ رای هیئت ۳۰۰ نفری الکترال را به دست آورد و با مراسم تحلیف برنامه‌ریزی شده در ۲۹ دسامبر ۲۰۲۴ به عنوان رئیس‌جمهور بعدی معرفی شد. اپوزیسیون روند این انتخابات را «غیر مشروع و غیرقانونی» توصیف کرد و از رأی‌گیری کناره‌گیری کرد.
انتخاب قاولاشویلی به‌عنوان رئیس‌جمهور با واکنش‌های گسترده‌ای همراه شد و از سوی اپوزیسیون، رئیس‌جمهور وقت، سالومه زورابیشویلی، سازمان‌های ناظر و کارشناسان قانون اساسی گرجستان به‌طور گسترده‌ای مورد مناقشه قرار گرفت و غیرقانونی تلقی شد. این انتقادات عمدتاً بر اساس ادعاهای تقلب انتخاباتی در انتخابات پارلمانی برگزار شده در ۷ هفته پیش از انتخابات ریاست جمهوری مطرح شد که مشروعیت پارلمان و به‌تبع آن هیئت الکترال را زیر سؤال برد.
ادعاهای تقلب انتخاباتی منجر به اعتراضات گسترده و ایجاد بحران سیاسی در کشور شد. زورابیشویلی، همراه با احزاب مخالف و بخش عمده‌ای از جامعه مدنی، همچنان بر به رسمیت شناختن خود به عنوان رئیس‌جمهور قانونی گرجستان تأکید می‌کرد. قاولاشویلی دومین فوتبالیست حرفه‌ای سابق بود که به‌عنوان رئیس‌جمهور یک کشور انتخاب شد؛ پیش از او، جورج وه‌آ، رئیس‌جمهور لیبریا از سال ۲۰۱۸ تا ۲۰۲۴، این عنوان را به دست آورده بود.

## خانواده
همسر او تامار باگراتونی (زاده ۱۹۷۱) خواهر خواننده، لیزا باگراتونی (زاده ۱۹۷۴) است.
او ۴ فرزند دارد:
- مریم قاولاشویلی، متولد ۲۶ سپتامبر ۱۹۹۶، در منچستر، انگلستان؛
- گورام قاولاشویلی، متولد ۱۸ اوت ۲۰۰۱، در زوریخ، سوئیس؛
- الیزابت قاولاشویلی، متولد ۲۲ مارس ۲۰۱۳، در تفلیس، گرجستان؛
- گیورگی قاولاشویلی (فرزند ناتنی)، متولد ۱۸ اکتبر ۱۹۸۹، در تفلیس، گرجستان.[۲۹]

## افتخارات ورزشی

### دینامو تفلیس
قهرمانی لیگ فوتبال گرجستان: ۱۹۹۰، ۱۹۹۴، ۱۹۹۵

### ولادی‌قفقاز
قهرمانی لیگ برتر روسیه: ۱۹۹۵

### گراس‌هاپر
قهرمانی سوپر لیگ سوئیس: ۱۹۹۸